# Потешкин, Максим Алексеевич
Максим Алексеевич Потешкин (24 января 1965, Димитровград, Ульяновская область, РСФСР, СССР) — советский и российский хоккеист с мячом, Заслуженный мастер спорта СССР (1991), трёхкратный чемпион мира.

## Карьера
Максим Потешкин профессионально начал играть в хоккей с мячом в составе московского «Динамо». Здесь он проиграл 10 сезонов. Выиграл с клубом 3 «серебра» и 2 «бронзы» чемпионата страны.
В 1992 году выехал в Швецию, где 14 сезонов играл (а также был играющим тренером) в составе клуба «Юсдаль» .
Участник пяти чемпионов мира, на трёх из которых становится чемпионом.

## Достижения

### В клубах
Серебряный призёр чемпионата СССР (3) — 1984, 1987, 1988 

 Бронзовый призёр чемпионата СССР (2) —1986, 1991
 Обладатель Кубка СССР (1) — 1987 

 Финалист Кубка СССР (1) — 1988, 1989, 1991
 Финалист Кубка мира (4) — 1987, 1993, 1997, 1999
В списках «33 и 22 лучших хоккеистов СССР» (5) — 1987, 1988, 1989, 1991, 1992

### В сборной
Чемпион мира (3) — 1989, 1991, 1999 

 Серебряный призёр чемпионата мира (2) — 1995, 1997